# Vibrato, sustav za gitaru
Vibrato-sustav za gitaru je od svog početka 1930-ih godina do danas u osnovi razvijen kao tehnički dodatak kojim se može utjecati na kvalitetu zvuka, odnosno tona električne gitare. Ugrađen je obično na mostu ili na žičnjaku (engl. tailpiece) gitare. Vibrato-sustav funkcionira tako da gitarist pomoću ručice (engl. whammy bar, vibrato arm/bar, ili tremolo arm/bar) postiže brzu promjenu napetosti (ponekad privremeno i duljine žice), čime se mijenja osnovna visina postojećega tona.

Vibrato-sustav kao pridodani mehanički sustav u modele gitara počeo se ugrađivati kao pomoć blues i jazz glazbenicima koji su ga do tada na Archtop modelima gitara proizvodili manipulacijom ruke. Nazovimo stara, klasična izvedba, ali i primjena vibrato-sustava nadograđena je 1980-ih godina modelima gitara s vibrato "dive bomb" efektom (tehnika sviranja gdje se pomoću vibrato-sustava naglo mijenja visina tona, stvarajući pri tome zvuk sličan onome što ga stvara topnički projektil pri prolazu kroz zrak).
  
Modele električnih gitara bez toga dodatka često nazivamo i instrumentima s "fiksnim" mostom.

Popularnost u primjeni vibrato-sustava kod mnogih se gitarista nastavila nesmanjenim intenzitetom i u 1950-im godinama, primjerice u blagim skladbama američkog gitarista Cheta Atkinsa, rock-skladbama Duanea Eddya i surf rock skupina The Ventures, The Shadows i surf rock gitarista Dicka Dalea, ali i inovatora u rock glazbi poput Franka Zappe.

U 1960-im i 1970-im godinama vibrato-sustav promoviraju izražajniji gitaristi poput Jimi Hendrixa, David Gilmoura gitarista engleskog rock sastava Pink Floyd, ili Jimmy Page  u engleskom rock sastavu Led Zeppelin.

U 1980-im godinama majstori na gitari Eddie Van Halen, Joe Satriani i Steve Vai, a i drugi hard rock gitaristi poput Ritchie Blackmorea i Kirk Hammetta koriste vibrato-sustav na svojim modelima gitara.

Unatoč mnogim naporima u izvedbi vibrato-sustava, isti uređaj ne može proizvesti tremolo u uobičajenom smislu riječi, ali može vibrato. Mnogi gitaristi pomoću elektronskog vibrato uređaja proizvode umjesto vibrata uopćeni oblik tremolo efekta.

## Podrijetlo imena
Povijesno gledano gitaristi (električnih gitara) obrnuli su pravilno značenje pojmova vibrato i tremolo, kada se misli o hardverskim uređajima i učinku koji on proizvodi.

Za ovaj preokret terminologije najznačajniji je Leo Fender i naziv njegovog pojačala Vibroverb koji zapravo koristi tremolo efekt u pokušaju da se stvori vibrato (trenutna promjena) zvuk. Ironično, ali Fender je proizveo 1953. godine pojčalo Tremolux koji je nazvan ispravnom terminologijom.

Zbog pojašnjenja, tzv., nazivna uporaba riječi "tremolo ručica" pomoću koje se uistinu može proizvesti varijacija tona, i kao krajnji učinak u biti je čisti vibrato. "Tremolo ručica" nikada ne može proizvesti učinak poznat kao tremolo jer u njegovom stvaranju osnovna konstrukcija je modulacija glasnoće.

S druge strane tremolo je znači učinak modulacije glasnoće proizveden od elektroničkog vibrato uređaja koji je ugradbeni dio mnogih klasičnih gitarskih pojačala. I stoga ustaljena uporaba naziva "tremolo ručica", umjesto pravilnog vibrato ručica, a da se pri tome misli na mehanički dio električne gitare je netočna.

## Dizajn
Većina vibrato sustava za gitaru temelje se na jednoj od četiri osnovne varijante:
1. Model Bigsby vibrato žičnjak za električnu gitaru proizveden je u kasnim 1940-im godinama, i danas se taj model vibrata na Gibson, Gretsch i Rickenbacker gitarama koristi gotovo u svom izvornom obliku.
2. Fenderov sinkronizirani tremolo (ili strat trem) koji je 1954. godine ugrađen na model Stratocaster. Od njega su razvijeni i mnogi drugi dizajni, poput:
  - Floyd Rose tremola sa zaključavanjem (proizveden u kasnim 1970-im godinama)
  - Fenderov sinkronizirani tremolo sa zaključavanjem na dvije točke (engl. two-point) proizveden 1986. godine.
3. Fenderov model plutajućeg mosta koji je dizajniran u dvij glavne varijante:
  - Fenderov plutajući tremolo (ili jag trem), koji je na modelu Fender Jazzmaster predstavljen 1958. godine.
  - Fenderov Dynamic Vibrato (ili stang trem) koji je ugrađen na model Fender Mustang 1964. godine.
4. Cam-driven vibrato koji je dizajniran za pedal steel gitare: 
  - Kahler Tremolo Sustav proizveden 1976. godine.
  - Stetsbar tremolo, razvijen u kasnim 1980-im godinama.
  - Super-Vee BladeRuner predstavljen 2006. godine.

U manjem broju postoje i drugi vibrato dizajni, a posebno za izdvojit su dizajni tvrtke Gibson pod nazivom Vibrola, koja je upotrijebljena na nekim licenciranim Bigsby uređajima.

## Vibrola Kaufmann
Vibrola je jedan od prvih mehaničkih vibrato uređaja kojeg je 1935. godine patentirao Doc Kauffman, poslovni partner Lea Fendera, i snjim suosnivač tvrtke K & F Manufacturing Corporation.

Model u javnosti je predstavljen na Epiphone modelima električne gitare od patenta, pa do 1937. godine, kao opcija već na nekim postojećim Archtop modelima gitara. Od 1937. godine model Vibrola ugrađivan je također i u neke Rickenbacker, a i Lap steel modele gitara.

Vibrola, kao opcija ugrađivana je u model Rickenbacker Electro Spanish gitari, te je time ujedno bila i jedan od najranijih ugrađenih Vibrola od strane tvrtke Epiphone.

Kasnije, '50-ih godina nastaje Rickenbackerova Capri linija gitara, čiji model Rickenbacker 325 s Vibrolom koristi i promovira glazbenik, pjevač, tekstopisac i skladatelj najpoznatije engleske pop i rock glazbene skupine The Beatles, John Lennon.

Nedugo ovaj model vibrata zamijenjen je s naprednijim Bigsby B5, a ovaj potom još naprednijim Accent vibrola modelom.
- Vibrola Kaufmann  - pogled straga.
- Vibrola Kaufmann na Rickenbacker Electro Spanish modelu gitare.
- Vibrola Kaufmann na Rickenbacker 325 modelu gitare.

## Bigsby vibrato
| Bigsby vibrato na Rickenbacker 330 modelu gitare. |  | Bigsby vibrato na Rickenbacker 330 modelu gitare. |
| Bigsby vibrato na Rickenbacker 330 modelu gitare. |  | Bigsby vibrato na Epiphone modelu gitare.         |

Prvu uspješnu Bigsby vibrato žićnjak (skraćeno Bigsby) ručicu za komercijalnu uporabu dizajnirao je Paul Bigsby za koji rad je 1952. godine podnio patent, (isti i objavljen 1953. godine). Točan datum prve dostupne inačice je nepoznat, iz razloga što je Bigsby zadržao nešto od svojih zapisa, ali se oslanjamo na fotografije modela gitare iz 1952. godina koji su postali standardni obrazac za prezentaciju Bigsby vibrata.

U nekoliko intervjua i pokojni američki country pjevač Merle Travis naglašavao je da je Bigsby za njega u "kasnim" '40-im dizajnirao, i proizveo, svoj prvi vibrato prototip sa spregnutom oprugom u sredini koja rotira oko cilindrične stopice na žičnjaku.

Gitarista Lonnie Mack kao pionir blues i rock glazbe bio je poznat po tome što je 1958. godine na svojoj Gibson Flying V gitari uveliko koristio ugrađeni Bigsby vibrato.

Općenito, pojam "whammy bar" smatra se da potječe iz 1963. godine, i to baš od Macka, i njegovog hit instrumentala "Wham!" gdje Bigsby vibrato dolazi do svog punog izražaja.

I danas popularnost ovog modela vibrata ne jenjava, a vidljiva je posebno na poluakustičnim i akustičnim modelima gitara jer je odličnim dizajnom mehanizam potpuno i lako pristupačan iznad trbuha tijela gitare. Bigsby vibrato tvornički je ugrađen i na druge modele gitara kao prestižna opcija top linije tih modela, odnosno pri samom dizajnu kao zahtjevna vještina, ili potrebe stila sviranja.

## Fenderov dizajn

### Sinkronizirani tremolo
Nakon Bigsby modela vibrata veliki skok u razvoju učinio je Leo Fender sa svojim sinkroniziranim tremolom mehanizmom (uveo pojam tremolo ručica).

Fenderov model vibrata ugrađen je 1954. godine na legendarni Stratocaster model, i bio je učinkovitiji od postojećeg Bigsby modela jer je nudio veći raspon nagiba, i bolju okretnost podizanja u koljenu ručice.

Temelj siknroniziranog tremola bazira se na krutom sklopu koji objedinjuje most i žičnjak s osovinom na trbuhu gitare. U izvornom dizajnu čelična kosina na prednjoj donjoj plohi formira široki odrezani rub, koji počiva na vrhu tijela gitare. U izvornom obliku dizajn se temelji na načelu oštre kosine i ravnoteže ruba mehanizma, koja se naruši naprezanjem ručice pri potezanju žica, i protutežom pri poteznju izvora s ciljem da se u odnosu na tijelo gitare rub vibrata održi čvrsto na svom mjestu.

Mehanizam je pričvršćen sa šest kaljenih vijaka (glava vijka je glatka) za koje se često pretpostavlja da su stožerna točka mehanizma, umjesto što su skrivena kosina samog ruba mehanizma. Unatoč trenju, i velikom pritisku na vijke uzrokovanog primjenom vibrato ručice, ovaj dizajn besprijekorno funkcionira.

Most čini šest sedla mosta koji su pojedinačno podesivi po visini, i intonaciji tona. Žičnjak se sastoji od čvrstog metalnog bloka koji je postavljen iza "tremolo ploče". Osiguravaju ga tri vijka koji prolaze kroz tijelo gitare. U komori na stražnjem dijelu tijela gitare smještene su obično tri (ponekad i pet) duge spiralne opruge povezane sa stražnjim, zadnjim blokom na tijelu gitare, koji balansira napetost žica.

Tremolo ručica prolazi kroz tremolo ploču i blok žičnjaka, i time čini izravnu i čvrstu kompaktnu vezu. Ovaj mehanizam ima samo dva pokretna dijela, stim da je kao i na Bigsby modelu vibrata jedan i sama ručica. No, za razliku od njega sinkronizitrani tremolo pomiče kompletno sami most i žičnjak, čime se postiže promjena duljine i napetosti žica.

Žice kao i u modelu Fender Telecaster prolaze kroz tijelo gitare, i prilikom zamjene novih žica provlače se kroz tijelo s leđa gitare. Međutim, na modelu Telecaster podnožje mehanizma čvrsto je usidreno na tijelu gitare, dok na modelu Stratocaster gitare ono je na pomičnom metalnom bloku, kroz koji su provučene žice.

Startocaster "tremolo" ugrađivao se u mnoge gitare punog tijela, raznih oblika i modela. U biti taj model kopira vibrato sustav, i često se naziva "strat trem" ili "whammy bar".  Njegov dizajn je osnova za napredniji Fenderov sinkronizirani tremolo sa zaključavanjem na dvije točke, i Floyd Rose model tremolo.

Izvorni Stratocaster tremolo ponekad nazivan "sinkroni", ili "vintage sinkroni tremolo" izvedenica je ovih dvaju gore spomenutih modela. Na modelima električnih gitara su od 2012. godine.

Konačnu superiornost sinkronizirani tremalo nad ostalim modelima utemeljio je krajem 1960. godine koristeći ga na Stratocaster modelima gitare poznati gitaristi poput: Jimi Hendrixa, i Petea Townshenda.

Tijekom '60-ih i na modele Fender Jaguar ugrađen je pomični tremolo, ali do ranih '70-ih bilo je očito da većina gitarista bez obzira na cijenu i kvalitetu preferira i hit, trend i "prestiž", te koriste Fenderove modele gitara s nekim drugim modelima vibrata, što je rezultiralo da se sinkronizirani tremolo model jedno vrijeme i povuče, ali i ponovno 1990. godine kao klasični, ili retro model opet vrati u Fenderov katalog.

#### Sinkroniziran na dvije točke
Sinkronitirani tremolo na dvije točke Fenderov je dodatno razvijen model koji se ne može zaključati, ali često se zamjeni s Floyd Rose modelom koji se može zaključavati. Oba modela u svom nazivu koriste riječi dvije točke, i pripadaju razvojnom sustavu izvornog Stratocaster tremolo modela mehanizma, ali jedan od drugoga putpuno su na drugačijem konceptu stvarani.

Fenderov tremolo model na dvije točke oslonjen je na dvije točke na svakom kraju zgloba, a ne na nizu od šest vijaka kao izvorni "strat trem" model.

Koncepcijski gledano, takav mehanizam bi se mogao "prilagoditi" ovome da mu se izostave četiri središnja vijka (ostave dva krajnja), ali zbog pažljivog odabira debljine i strukture vijka pri samom projektiranju mehanizma vjerojatno bi oslabilo kompaktni spoj s tijelom gitare. Zbog toga to nije praksa, ali u nekim izvedbama nosivi vijci postavljeni su od dva najudaljenija po izvorniku na razmaku od 55.8 mm, ili su pažljivim i stručnim odabirom oblika, samo ojačani.

Trenutno je Fenderov tremolo model na dvije točke standard za najpopularniji dizajn, ali na ponudi su i modeli gitara s klasičnim izvornim tremolo modelom, modeli gitara s tvornički ugrađenim Bigsby mehanizmom, i drugi licencirani modeli s pomičnim mostom, kao i modeli s mogućim zakjlučavanjem tremola.

Model od nehrđajućeg čelika proizveden 1986. godine redizajniran je 2008. godine u novom "vintage stilu". Dostupan je s dvije vrste "tremolo ručice": tradicionalni uvrtni tip s plastičnom kapicom na vrhu, i deluxe model izrađen od poliranog čelika s ručicom koja se samo umetne u mehanizam (bez plastične kapice).

Modeli Stratocaster gitara Custom Classic, i Custom Pro Series, imaju ugrađen deluxe tremolo model na dvije točke s blok sedlima izrađenim od mljevenog nehrđajučeg čelika. 

### Plutajući most
Fenderov plutajući most razvijan je naknadno (u sjeni) izvornog sinkroniziranog modela mosta, i predstavljen je u dva "tremolo arm" dizajna.

Unatoč tomu što plutajući most nije Fenderov najpopularniji dizajn modela mosta, u ovom slučaju pri usporednim vrijednostima ovih dvaju mostova uočene su jedinstvene prednosti modela gitara s ugrađenom plutajućim modelom mosta.

#### Plutajući tremolo
Fender je svoj plutajući tremolo predstavio 1958. godine na modelu Fender Jazzmaster električnoj gitari. Ovaj model je veći, teži i složeniji vibrato mehanizam od sinkroniziranog tremola, i Fender ga je unatoč manjoj popularnosti promicao kao svoj prestižni "premium" mehanizam, koji bi uz pravilnu ugradnju po mišljenju Fenderovih stručnjaka i bolje funkcionirao od sinkroniziranog uređaja.

Osnovna razlika je u tome što se sinkroniziranom vibrato uređaju uključujući dizajn opruga pristupa uklanjanjem pravokutne pločice na stražnjem tijelu gitare. Montiran na tijelu gitare proteže se iza magneta.

Cijeli mehanizam plutajućeg tremola montiran je na trokutastu kromiranu pločicu s prednje strane tijela gitare, i proteže se na suprotnu stranu od mosta, odnosno magneta.

Mehanizam je montiran na stražnjem dijelu "tremolo montažne pločice", s podesivim vijkom koji se nalazi prema središtu ploče. Napetost žica umjesto klasičnog "naprezanja", sada je pomoću spiralne opruge kompresije uravnotežena.

Fenderov plutajući tremolo ima dugme koje gitaristi pruža mogućnost zaključavanja mehanizma, što rezultira trajnoj stabilnosti mosta, (sličnu onoj kod fiksnih modela).

Plutajući tremolo zbog sposobnosti da proizvede sebi svojstven izražen i prepoznatljiv vibrato (sviranje i punih akorda bez česte potrebe ugađanja gitare), uveliko je bio popularan od strane glazbenih sastava koji njeguju surf glazbu kao svoj glabeni žanr. Jedini uvjet da bi gitarista koristio ovu pogodnost jest neophodno pridržavanje Fenderovih naputaka i preporuka pri ugradnji mehanizma.

U praksi stabilnost plutajućeg mosta ipak nije u potpunosti postignuta, što je dovelo do toga da ga pojedini gitaristi zamijene s klasičnim, fiksnim mostom i žičnjakom.

Drugi problem s ovim modelom mosta je Leov pretjerano komplicirani dizajn. Naime, šest pojedinačnih sedla mosta pri jačem naprezanju ne drže sigurno, i čvrsto žice u svojim žljebovima. Uz već postojeće vijke na kraju sedla dodavanjem vijaka za intonacijsku prilagodbu i vijaka na svakom kraju za sveukupno dizanje, i spuštanje mosta, nastojala se poboljšati općenita prilagodba mogućnosti mehanizma. Općenito, većini gitarista ovaj model činio se prekompliciranim, a još dodatno pri agresivnijem sviranju povremeno iskakanje žica iz pojedinog sedla stvorio je dojam nepouzdanog i kompliciranog mehanizma.

Kasnije, mnogi gitaristi koji su koristili Jazzmaster i Jaguar modele gitara utvrdili su da zamjenom, i prilagodbom mosta s Fender Mustang modela gitare, mogu eleiminirati neke od najtežih problema uočenin na izvornom modelu mosta.

Osim na modelu Jazzmaster plutajući tremolo ugrađivan je 1961. godine na model Bass VI, a naredne godine i na model Jaguar.

Modeli mostova Jaguar i Jazzmaster funkcioniraju na isti način jer imaju dizajniranu identičnu ploču i sedla mosta, stim da je most od modela Jaguar (i raniji Jazzmaster modeli) dizajnirani s nešto višim "nogama". Zamjenski dijelovi jednako odgovaraju za oba modela mosta.

Most na modelu Bass VI gitari (uglavnom bez mogućnosti zaključavanja) ima nešto širu ploču, i intonacijski vijci su duži. S nešto i širim sedlima postiže se pravilnija intoniracija debljih bas žica.

Fender je 1980. godine obustavio je proizvodnju plutajućeg tremola, ali sredinom iste godine obnovio ju je na japanskim modelima Jazzmaster i Jaguar, a zatim kao reizdanje 1990.-te godine i na američkim modelima.

Model Bass VI gitara opremljena s plutajućim tremolom ponovno je 2006. godine proizvedena u pogonima američkog Fender Custom Shopa.

#### Dinamični vibrato
Fenderov Dinamični vibrato poznat kao Mustang tremolo, ili skaraćeno Mustang trem, na modelima Fender Mustang gitarama (zamišljeno kao "studentski paket") prvi puta je predstavljen 1964. godine. Kasnih '60-ih, kratko vrijeme modeli Mustang gitare opremljene su s plutajućim modelom tremola, koji je bio promican kao Fenderov premium uređaj, da bi se ubrzo vratilo opet ugradnji Mustang Dinamičnog vibrata.

Ovaj model vibrata koristi se i na modelima Jag-Stang, ali i na prilagođenom Cobainovom modelu gitare koja je dizajnirana koristeći se kombinacijom Jaguar i Mustang modela.

S plutajućim modelom zajedničko mu je sličan pokretni most, ali za razliku od plutajućeg koji je montiran zasebno, na dinamičnom most je sastavni dio uređaja vibrata. Žice su preko mosta usidrene na žičnjaku, koji je slično kao i kod Bigsby modela ujedno i nosač vibrato ručice. Mehanizam se kao i kod plutajućeg tremola proteže s gornje strane instrumenta, i uspješno kombinira neke značajke od sva tri osnovna Fenderova dizajna.
 
Zbog toga dinamični vibrato i danas preferiraju mnogi priznati gitaristi.

Za često miješanje naziva dinamičnog vibrata s plutajućim tremolom zaslužno je bilo 1960. godine postojanje više Mustangovih tvornica plutajućih tremola, što je stvorilo preklapanje izvorne proizvodnje ovih modela (ali i zbunjivalo korisnike) više od deset godina.

Gledano s dizajnerske strane pretvaranje jednog mehanizma u drugi zahtijevalo bi osim potpune prilagodbe oblika, položaja mehanizma, i praktičnu količinu uporabe stolarskih radova (montažne ploče s rupama drugačijeg su oblika), što u biti govori da su ovi mehanizmi jedan od drugog potpuno različiti.

Dinamični vibrato prepoznaje se po integriranom plutajućem mostu s ugraviranim obaveznim Fenderovim žigom, natpisom Dynamic Vibrato. Na ponekim modelima s dodanim riječima "PAT PEND", ili "PAT.NO.3241418".

Posljednji Fenderov Dinamični vibrato dizajniran je i ugrađen 1982. godine na model Mustang, a prvi obnovljen, i ugrađen, također je bio 1990. godine na modelu Mustang.

### Ostali Fenderovi dizajni
Posljednji sinkronizirani Fenderov model vibrata zbog uštede sredstava dizajnom je nešto jednostavniji od drugih modela. Predstavljen je sredinom 1967. godine na student modelu Fender Bronco električnoj gitari. Ovaj model vibrata poznatiji je još kao Fenderov čelični vibrato.
 
Leo je ovaj model dizajnirao prije prodaje svoje tvrtke, tako de se isti pojavio u drugom vlasništvu, a od 2005. godine jedini je model s vibrato ručicom koji nije trenutno dostupan na tržištu Fenderovih modela gitara.

## Gibson Vibrola
Tvrtka Gibson je od početka 1960-ih prodala više ovih modela vibrata nego prethodne vezije Gibson Vibra-Rest, i Bigsby vibrata iz 1950-ih godine na kojem se nalazi licenciran vibrolin žičnjak.

Postoje nešto starije Maestro Vibrola inačice na kojima je most učvršćen pomoću vijaka (U.S patent 3124991 podnesen 1961. godine, a objavljen je 1964. godine), i nekoliko Gibsonovih domaćih dizajnerskih uradaka. Gibsonov dizajn vibrole razvijao se bez Fenderova, ili Bigsby utjecaja (kopiranje je zanemarivo), ali ipak je svoj uradak uspješno prezentirao i prodavao na tržištu.

Gibsonov dizajn ima praksu stvaranja površinskih mehanizama koji se montiraju (slični Bigsby modelu) na gornju plohu tijela gitare. Stoga je pogodan za ugradnju na akustične i archtop modele gitara.

Povijesno gledano Gibsonov stalni udio pri dizajnu archtop modela gitara reflektira se da postane stalno prisutan na tržištu, ali i da svoje Vibrola nacrte, i ideje, prenosi i na modele s punim tijelom kao što je Short Lyre Vibrola (kratka, za razliku od duže, engl. long vibrola) ugrađena na neke Flaying V i SG modele električnih gitara.

Gibson Vibrato najraniji je Gibsonov dizajn koji je 1962. godine bio zadnji ugrađen na neke SG modele. Poluga ovog mehanizama imala je ograničeno kretanje gore i dolje, u ravnini sa žicama gitare. Njegov učinak u odnosu na Fenderove, i Bigsby vibrato modele ostaje samo sebi svojstven. U Gibsonovim Vibrola dokumentima ovaj je opisan samo ukratko "Gibson", iz prostog razloga da se nazivom može prilagoditi bilo kojoj poboljšanoj inačici mehanizma. Model u stvarnosti nije polučio osobiti tržišni uspjeh, osim zanimanja uglavnom kod povjesničara i kolekcionara. Kasnije je postao poznat i kao bočna vibrola (engl. Sideways Vibrola).

Također, 1962. godine najraniji Short Vibrato model nazivan je i "vibratom od ebanovine s umetcima od bisera", koji je bio ugrađen na nekoliko modela Les Paula/SG Standard električnih gitari.

Gibson Deluxe Vibrato predstavljen je 1963. godine kao još jedna inačica mehanizma, ali sada s produženim žičnjakom, duga inačica (engl. Long tailpiece) zamijenio je prethodni model Gibson Vibrato. Sve dizajnerske nadogradnje popularizirale su tvrtke Fender i Bigsby.
Kraća inačica mehanizma (engl. Short version) Gibson Deluxe Vibrola standardno je ugrađivana u model Flaying V električnu gitaru. Ova inačica mehanizma uvriježena je pod dva druga naziva: Lyre Vibrola (gravura na pločici serije Gibson ES-355) do 1964. godine, a od 1967. godine na istim modelima gitara zbog održavanja samog branda Maestro uređaj je preimenovan u Maestro Vibrola.

| Bigsby na modelu SG. |  | Short Vibrola '60-ih na modelu Flaying V. |  | Short Vibrola (kasnije) na modelu Flaying V. |
| Bigsby na modelu SG. |  | Short Vibrola '60-ih na modelu Flaying V. |  | Short Vibrola (kasnije) na modelu Flaying V. |

Većina Vibrola žičnjaka, uključujući modele Bigsby, Lyre i Maestro dostupne su u kratkoj, ili dugoj inačici. Duga inačica podrazumijeva trapezni stil žičnjaka kao što je primjer na archtop modelu gitare. Ovu inačicu uređaja mogu koristiti gotovo svi modeli gitara, osim modela Flaying V jer nema mjesta za ugradnju. Kratka inačica s usidrenim krajevima žica na žičnjaku, kao u izvornom modelu Gibson Les Paul ima tu osobnost da naprezanje žica prenese preko trbuha gitare, i stoga je ta inačica uglavnom ugrađena na modele gitara s punim tijelom.

Obje inačice ugrađivane su na različite Gibson SG, i Gibson Les Paul modele gitara.

Gibsonovi dizajni manje su pogodni za instalaciju od Fenderovih modela, i svaka takva ponuđena opcija na gitarama koje se prodaju bez vibrato inačice, predstavlja određeni dodatni trošak. Rezultat toga je taj da su takve inačice danas doista rijetko dostupne širem tržištu, a od restauratora i kolekcionara dostižu visoku cijenu. Zbog toga tvrtka Gibson ne potiče prodaju zasebno izdvojenih Vibrola uređaja, nego samo instalirane s cijelovitom gitarom (politika slična većini proizvođača gitara).
Od 2006. godine Gibson predstavlja ponudu Vibrola uređaja kao opciju na mnogim svojim modelima, ali u ponudi ima i nekoliko modela nadahnutim Fenderovim tremolom, poput Floyd Rose na modelima Gibson Nighthawk i Gibson M3. Ovu praksu Gibson širi kroz razne Kramer, i Epiphone brand modele.

Modeli Kramer standardno su opremljeni Floyd Rose tremolom, i taj trend se nastavlja.

## Ostali dizajni
| Kahler tremolo sustav na modelu Gibson Les Paul. |  | Kahler tremolo sustav na modelu Gibson Les Paul. |
| Kahler tremolo sustav na modelu Gibson Les Paul. |  | Stetsbar sustav na modelu Gibson Les Paul DC.    |

Ostali najpoznatiji dizajni su: Washburn Wonderbar, Kahler, Super-Vee BladeRunner, Semie Moseley koji je proizvela američka tvrtka Mosrite, Stetsbar linearni tremolo, i model Rockinger tremolo, proizvoden kasne 1981. godine u Zapadnoj Njemačkoj.

Ovaj posljednji primjer bio je rezultat ugovorne suradnje američkog gitariste Eddia Van Halena i tvrtke Kramer, ali zbog nepremostivih dizajnerskih problema vezane uz ručicu tremola Van Halen se u kanačnici ipak odlučio za uporabu Floyd Rose tremolo modela.

### Mosrite Vibrato
Dizajner i graditelj instrumenata Semie Moseley razvio je vibrato uređaj koji je i ugrađivao na svoje, Mosrite modele gitara. U biti to je u osnovnom konceptu bila tehnički poboljšana inačica Bigsby vibrato modela. I njegov model instalirao se na gornju plohu tijela gitare, a žice su bile provučene kroz šest rupa kroz uspravnu ploču na stražnjoj strani uređaja (slično kao kod Fenderova plutajućeg tremola). Sedla mosta imaju okomito užljebljene kotačiće što pomaže žicama na čvrsto učvršćenu mostu da rolaju tijekom korištenja.

Moseley je ovaj uređaj reklamirao kao uređaj iznimno osjtljiv na dodir (engl. feather touch), ali s iznimnom stabilnosti pri uporabi. Rane inačice su lijevani odljevci boje pustinjskog pijeska, naziva "Vibramute". Očita sličnost je s modelom Fender Jaguar, ali ovaj je s nešto kraćom ručicom.

Dvije godine kasnije Moseley je uređaju pojednostavio dizajn, i produljio mu vibrato ručicu. Ovako promijenjen uređaj pod nazivom "Moseley Vibrato" od tog trenutka ugarđivan je u sve njegove modele gitari. Stvarni dojam koji se nametne pri uspordbi Bigbyeva i ovog uređaja jeste taj da se (uz male razlike) ipak radi o gotovo dva identična uređaja.

Međutim, ono što izdvaja Moseleya jest činjenica da je među prvima (ako ne i jedini), osmislio i dizajnirao vibrato uređaj za korištenje na dvanaest žičanim gitarama.

### Super-Vee BladeRunner
Godine 2007. proizveden je Super-Vee tremolo uređaj s dvostrukim zaključavanjem. Ovaj uređaj je industrijski fleksibilni odljevak od čelika proizveden primjenom patentiranog "Blade" dizajna. Ovakav dizajn omogućava mostu da pluta bez trenja, i otklanja uzrok najčešćeg habanja stožerne točke uređaja.
Ova tehnologija utrla je i put do Super-Vee BladeRunner uređaja sličnog izgleda kao tradicionalni Fender Stratocaster tremolo, ali bez opcije zaključavanja.

BladeRunner most pričvršćen vijcima naliježe na tijelo gitare, ali zbog fleksibilnog spoja ipak ima mogućnost da pluta bez zamora od trenja. Ovakav dizajn ostvario je bolje "sjedanje" žica na tijelo i time omogućio veću zvučnu stabilnost, ali i bolju tonsku čujnost.

### Kamel Chenaouy Gas Vibrato
U svibnju 2005. godine poznati francuski graditelj glazbenih instrumenata, i prateće opreme Kamel Chenaouy, izumio je novu vrstu vibrata koji umjesto standardnog mehaničkog principa za podizanje žica koristi tlačni plin. Izum je i patentirao iste godine.

## Zaključani tremolo

### Floyd Rose
Floyd Rose je specifični dizajn mosta za električnu gitaru, koji je 1977. godine izumio Floyd D. Rose, inače gitarista američke heavy metal skupine Q5. Iduće godine svoj rad je i patentirao.

Ovakav model zaključanog tremola omogućava iznimno širok raspon varijacije uz stabilnost tona. I zato je 1980-ih godina među heavy metal gitaristima bio iznimno popularan.

Originalni Floyd Rose sustav sličan je Fonderovu sinkroniziranom tremolu, ali s nizom još dodatnih mehanizama. Najznačajnija je postojanje bloka (metalna kocka) koji zajedno sa zidom sedla stvara čvrstu stegu na krajevima žica, i tako ih "zaključava". Kao rezultat dobila se dodatna stabilnost cijelog mehanizma, (naročito tijekom korištenja vibrato ručice).

Stabilnost je osigurana dvostrukim zaključavanjem na mostu, i kobilici, što usložnjava instalaciju uređaja. Ovaj tremolo svrstava se u vrstu s dvostrukim zaključavanjem, što dodatno stvara zbunjenost u pogledu na postojeći Fenderov sinkronizirani model (također zaključan na dvije točke), gdje se radi o sasvim drugačijem konceptu dizajna.
U većini proizvedenih zaključanih tremola koncept plutajućeg mosta popularizirao se zahvaljujući američkom gitaristi Steveu Vaiu. Ovaj glazbenik poradio je na svom osobnom dizajnu kojeg su zbog jednostavnije konfiguracije za montažu proizvođači gitara rado prihvatili. Tako je njegov dizajn postao dustupan u tvorničkoj izradi u mnogo različitih dizajnova, ali i u rekonstrukciji već gotovih setova.

Fenderov Deluxe zaključani tremolo proizveden u ranim '90-im godinama (poznatiji kao Fender Floyd Rose) ugrađivan je na Deluxe Plus i Ultra serije gitara, i bitno je drugačiji model zaključanog tremola na dvije točke. Ugradnja Fenderova modela ne iziskuje veće prepravke na samom instrumentu, a osim spomenutih serija gitara dostupan je i na Custom Shop modelima gitara.

Floyd Rose je kompletan tremolo sustav za gitaru koristeći "Speedloader" sustav pomoću kojeg se ugađanje žica vrši s njihova kraja, na mostu gitare (potpuno eliminira glavu i mašinice). Godine 2006. Speedloader sustav predstavio je svoj najnoviji Floyd Rose dizajn.

### Sinkronizirani
Izdvajamo američki model zaključanog tremola na dvije točke (za modele gitara punog tijela), čija pojednostavljena ugradnja ne zahtijeva promjenu na tijelu gitare. Model funkcionira tako da mu je prva točka zaključavanje žica na sedlu mosta, a druga zaključavanje mašinica na glavi vrata gitare (engl. LSR Roller Nut), odmah iza kobilice. Osim američkog, postoji i Fendrov model razvijen u suradnji s Floyd Rose-om poznatiji kao Fender Floyd Rose (Fender Deluxe Locking Tremolo Assembly).

### Ostali modeli
Postoji nekoliko modela zaključanog tremola, ali niti jedan nije stekao popularnost kao Floyd Rose, i Fenderov "tremolo" sustav.

Najznačajniji od njih je Kahler sustav s dvostrukim zaključavanjem, koji je sličan u primjeni, ali ne i u dizajnu s Floyd Rose modelom.

Drugi sustav je proizvod poznatog proizvođača gitara Steinberger, razvijen 1990. godine pod nazivom Steinberger Transposing Tremolo, poznatiji kao Trans Trem Tremolo.

Trans Trem u prvotnoj formi kao Floyd Rose Speedloader koristi posebno dizajnirane žice, ali novi Van Halenov dizajn omogućio je "prijenos" i nadogradnju kompletno drugih dijelova uređaja, a time i uporabu standardnog dizajna žica. Zvuk Halenova Trans Trema čujemo u pjesmama "Get Up", i "Summer Nights", s albuma 5150.
 
Zatim, u 2007. godini tvrtka Super-Vee proizvela je pod patentom "Blade" tehnologije model s dvostrukim zaključavanjem koji pri ugradnji na zahtijeva izmjene na tijelu, ili vratu gitare. Osim toga, tvrtka Super-Vee dobila je patent za svoj dizajn zaključavanja kobilice, koji se pokazao kvalitetno pouzdanim, i gdje ugradnja također ne zahtijeva tehničke izmjene na instrumentu.

I tvrtka Ibanez predstavila je u svom katalogu 2009. godine široku lepezu dostupnih zaključanih tremola na dvije točke, koje je ugradila u svoje modele gitare. Dizajni su predstavljeni u različitim cjelinama: Edge III Tremolo ugrađen u RG seriju, i na Ibanez GRG250DX model gitare. Inače, ovaj model sličan je Floyd Rose tremolo modelu.

Zatim, Edge Zero (ili Ibanez Edge) model s dvostrukim zaključavanjem vrlo je sličan Floyd Rose modelu. Prvi puta ugrađen je na Ibanezove modele gitara 1986. godine. Ovaj model u odnosu na izvorni Floyd Rose nudi brojna poboljšanja u vidu stabilnosti i "zadržavanja" žica na sedlu mosta.

Edge Pro Tremolo je model niskog profila, sa značajkom da se pri stavljanju ne moraju ukloniti stopice s kraja žica. Model gitare RG1820X ima ugrađenu ovu inačicu mosta pod nazivom "Double Edge Pro".

## Sažetak
U cilju poboljšanja svoje funkcionalnosti Vibrato sustavi stalno se razvijaju, i nadograđuju. Ono što je možda glavni problem kod gotovo svih Vibrato sustava jest pri podizanju/savijanju tona jedne žice, dovodi do pada "osnovne" visine tona kod drugih žica na gitari. Drugim riječima, instrument se raštima, što nije slučaj s onima koji imaju ugrađen fiksni model mosta. Jedna mogućnost je ta da gitarista koristi inačicu tremolo uređaja s dodanom mogućnosti odabira privremenog, do potpunog blokiranja kretanja tremola. Jedan takav uređaj je Tremol-No model, kojeg na svojim Suhr gitarama koristi gitarista Guthrie Govan.

Mnogi Vibrato sustavi mogu se podesiti tako da uporabom nagiba ručice gore/dolje dopuste promjenu visine tona. Tako poznati gitarista Van Halen koristi koristi se "svojim stilom" podešenja uređaja. Ovim postiže dvije prednosti: prva, slomljena žica neće imati nikakvog negativnog učinka prema ostalim žicama, i drugi, ugradnju uređaja na mostu pod nazivom D Tun, pomoću kojeg se duboki ton E žice spusti čak i tijekom izvedbe žive glazbe na ton D.

## Vanjske poveznice
Općenito
- Fenderov naputak  Arhivirana inačica izvorne stranice od 26. srpnja 2006. (Wayback Machine) iz 1967. godine za podešavanje vibrata sustava na modele Fender Jaguar / Jazzmaster (Plutajući), Stratocaster (Sinkronizirani) i Mustang (Dinamični) tremolo, s prikazom dijagrama za svaki pojedini model.
- O vibrato sustavu za gitaru na vibratonottremolo.com  Arhivirana inačica izvorne stranice od 20. srpnja 2013. (Wayback Machine)

Sinkronizirani tremolo
- Bridge Routing Options uključujući i nekoliko mogućnosti za razne modele gitara  Arhivirana inačica izvorne stranice od 1. kolovoza 2012. (Wayback Machine).

Plutajući tremolo
- Instalacija tremolo uređaja na model Fender Jagur.
- Prikaz tremolo komponenti.

Dynamic Vibrato
- Instalacija vibrato sustava na model Fender Mustang  Arhivirana inačica izvorne stranice od 3. listopada 2011. (Wayback Machine).

Bigsby Vibrato
- O Bigsby vibratu na bigsby.com  Arhivirana inačica izvorne stranice od 28. lipnja 2012. (Wayback Machine).

Vibrola, i ostali Gibsonovi sustavi
- Gibson Vibrola žičnjak naputak za ugradnju.  Arhivirana inačica izvorne stranice od 4. veljače 2007. (Wayback Machine)
- Gibson Flaying V s vibrato uređajem koristio je 1967. godine i Jimi Hendrix.

Zaključani tremolo
- Floyd Rose Povijest razvoja Floyd Rose tremola  Arhivirana inačica izvorne stranice od 6. srpnja 2012. (Wayback Machine) službena internet stranica.
- Tremolo Kramer na službenoj internet stranici.

Kahler tremolo
- Kahler gitare  Arhivirana inačica izvorne stranice od 12. srpnja 2012. (Wayback Machine) službena internet stranica.

Stetsbar
- Stetsbar službena internet starnica.

Linearni tremolo
- Linear tremolo  Arhivirana inačica izvorne stranice od 28. travnja 2012. (Wayback Machine) službena internet stranica.